# Chiemsee (gmina)
Chiemsee – miejscowość i gmina w Niemczech, w kraju związkowym Bawaria, w rejencji Górna Bawaria, w regionie Südostoberbayern, w powiecie Rosenheim, wchodzi w skład wspólnoty administracyjnej Breitbrunn. Leży około 25 km na zachód od Rosenheimu. Składa się z trzech wysp na jeziorze Chiemsee: Herrenchiemsee, Frauenchiemsee, oraz Krautinsel. Jest jedną z mniejszych gmin bawarskich.

## Demografia
Dane o ludności z 31 grudnia 2008:
| Opis                                | Ogółem | Ogółem | Kobiety | Kobiety | Mężczyźni | Mężczyźni |
| ----------------------------------- | ------ | ------ | ------- | ------- | --------- | --------- |
| Jednostka                           | osób   | %      | osób    | %       | osób      | %         |
| Populacja                           | 318    | 100    | 189     | 59,43   | 129       | 40,57     |
| Wiek przedprodukcyjny (0–17 lat)    | 26     | 8,18   | 10      | 3,14    | 16        | 5,03      |
| Wiek produkcyjny (18–65 lat)        | 231    | 72,64  | 134     | 42,14   | 97        | 30,5      |
| Wiek poprodukcyjny (powyżej 65 lat) | 61     | 19,18  | 45      | 14,15   | 16        | 5,03      |

## Polityka
Wójtem gminy jest Georg Huber z FWG, rada gminy składa się z 8 osób.
|      | FWG | WGK | Razem |
| 2008 | 6   | 2   | 8     |
| 2002 | 6   | 2   | 8     |